# Alles-sur-Dordogne

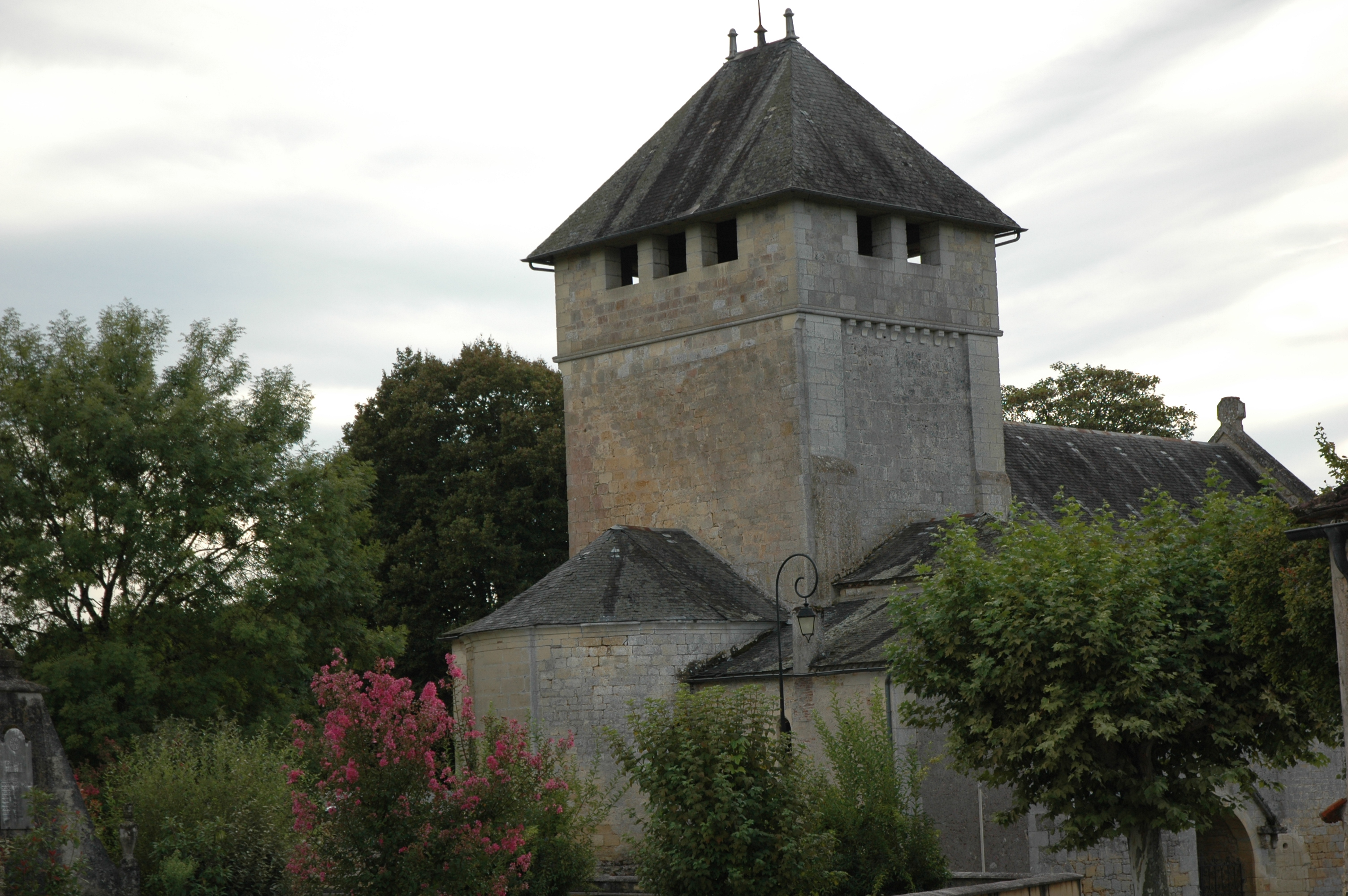

Alles-sur-Dordogne (trong tiếng Occitan Alas) là một xã của Pháp, nằm ở tỉnh Dordogne trong vùng Aquitaine của Pháp. Xã này có diện tích 9,41 km2, dân số năm 2007 là 335 người. Xã nằm ở khu vực có độ cao trung bình 57 m trên mực nước biển.

## Hành chính
| Danh sách các xã trưởng                |             |                |                  |              |
| Giai đoạn                              | Giai đoạn   | Tên            | Đảng             | Tư cách      |
| 1971                                   | đương nhiệm | Johannès Huard | không chính thức | nhà nông học |
| Tất cả các dữ liệu trước đây không rõ. |             |                |                  |              |

## Thông tin nhân khẩu
1864: 708
| Năm    | 1962 | 1968 | 1975 | 1982 | 1990 | 1999 | 2007 |
| ------ | ---- | ---- | ---- | ---- | ---- | ---- | ---- |
| Dân số | 365  | 307  | 293  | 305  | 302  | 321  | 335  |